# Щелелистник обыкновенный
Щелелистник обыкновенный (лат. Schizophyllum commune) — вид ксилотрофных агариковых грибов из рода Щелелистник (Schizophyllum). Один из наиболее широко распространённых в мире видов грибов, встречающийся на всех континентах, кроме Антарктиды, где нет древесины, которая могла бы быть использована в качестве субстрата.

## Описание
Шляпка в форме раковины, с тканью, сосредоточенной в точке крепления, что напоминает стебель. Часто волнистая, край твердеет при старении, жёсткая, волосатая и скользкая, когда влажная, серо-белого цвета, до 4 см в диаметре. Пластинки бледно-красные или серые. Произрастает преимущественно с осени до весны на мёртвой древесине в хвойных и лиственных лесах.

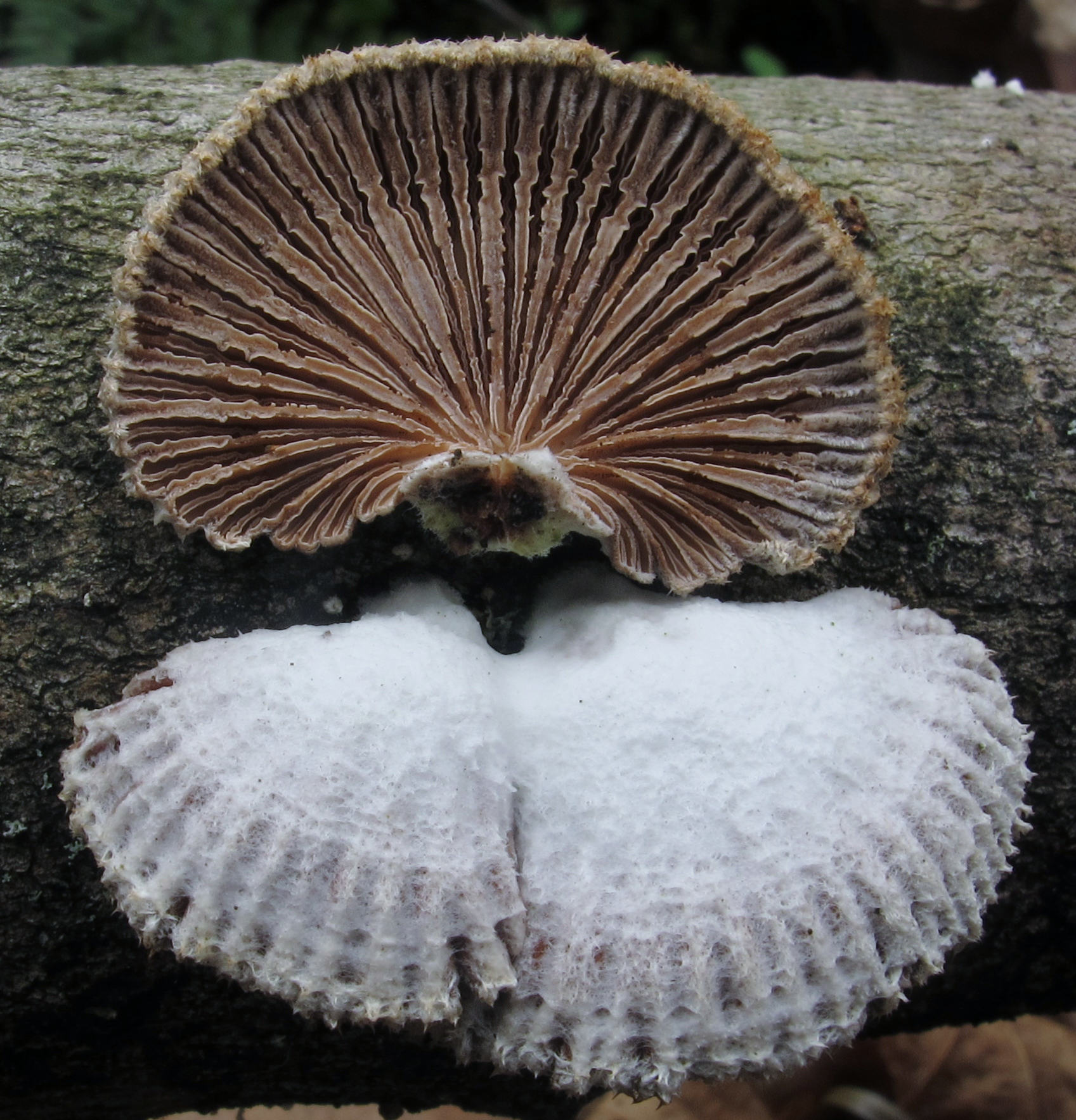
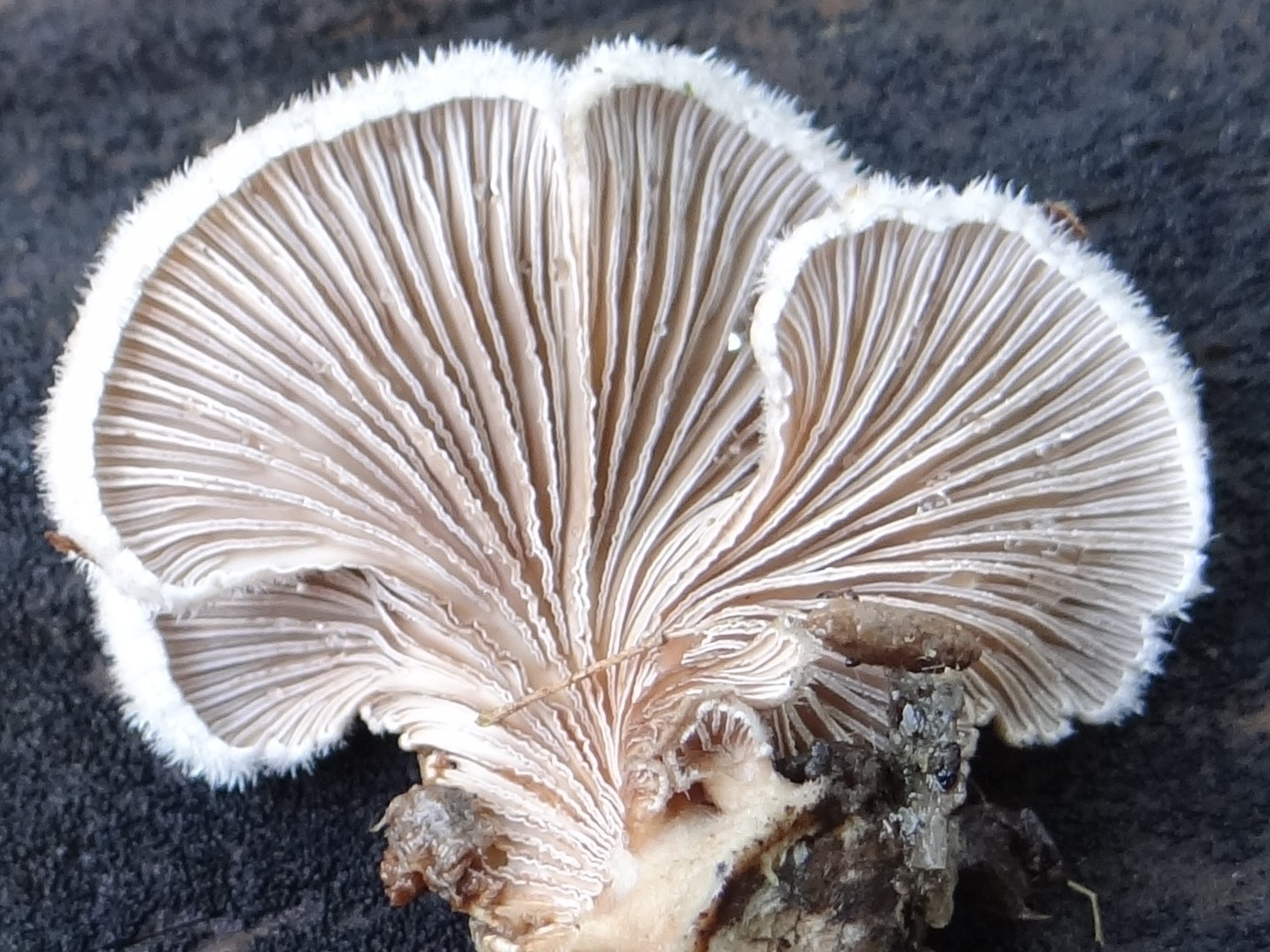
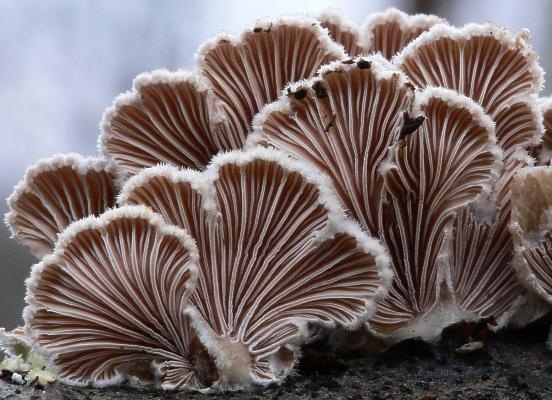

## Значение
Несмотря на то, что европейские и американские источники причисляют Щелелистник обыкновенный к несъедобным грибам, он не является ядовитым, хоть и представляет малый кулинарный интерес в связи со своей жёсткостью. Гриб на самом деле съедобен и широко употребляется в пищу в Мексике и других тропических странах. Авторы объясняют предпочтение в тропиках таких жёстких грибов тем, что в жарких влажных условиях более мясистые грибы быстро гниют, что создаёт определённые проблемы.
Хотя, как правило, обыкновенный щелелистник развивается в гниющей древесине, с 1950 года зарегистрировано свыше 70 случаев, когда представители этого вида становились возбудителями заболеваний у человека. В большинстве известных случаев они поражали органы дыхания, вызывая аллергический бронхо-лёгочный микоз или мицетому лёгких. Оценка распространённости заболеваний человека, вызванных обыкновенным щелелистником, может быть сильно занижена, ввиду трудности идентификации вида возбудителя микозов; в частности то, что большинство случаев зарегистрированы в Японии, скорее всего, связано не с какими-либо географическими факторами, а с лучшим знакомством японских микробиологов с диагностической морфологией вида.
Используется для проведения генетических и анатомических исследований.

## Биохимия и генетика
Белок гидрофобин был впервые выделен из щелелистника обыкновенного.
В жизненном цикле обыкновенного щелелистника половой процесс осуществляется путём слияния гиф и контролируется двумя локусами спаривания, причём разнообразие аллелей локусов спаривания подразумевает возможность существования до 28 000 типов спаривания. Слияние возможно только между гифами разных типов спаривания; этот механизм защищает от близкородственного скрещивания.
Геном щелелистника обыкновенного был секвенирован в 2010 году.